# 珠海烈士陵园
珠海烈士陵园，位于中国广东省珠海市香洲区凤凰南路，是“珠海十景”之一。该陵园前称“香洲烈士墓”，是为纪念1925年4月26日晚香洲兵变遇难烈士27人而建。1984年5月21日，列入珠海市文物保护单位。